# Madatashen
Madatashen (in armeno Մադաթաշեն ?) o Madadkend (in azero Mədədkənd) è una piccolissima comunità rurale del distretto di Xocalı in Azerbaigian, facente parte fino al 2020 della regione di Askeran nella repubblica di Artsakh (fino al 2017 denominata repubblica del Nagorno Karabakh).
Nel 2005 contava meno di cento abitanti e sorge in una verde zona collinare, tra boschi e campi, all'estrema punta meridionale della regione.

## Storia

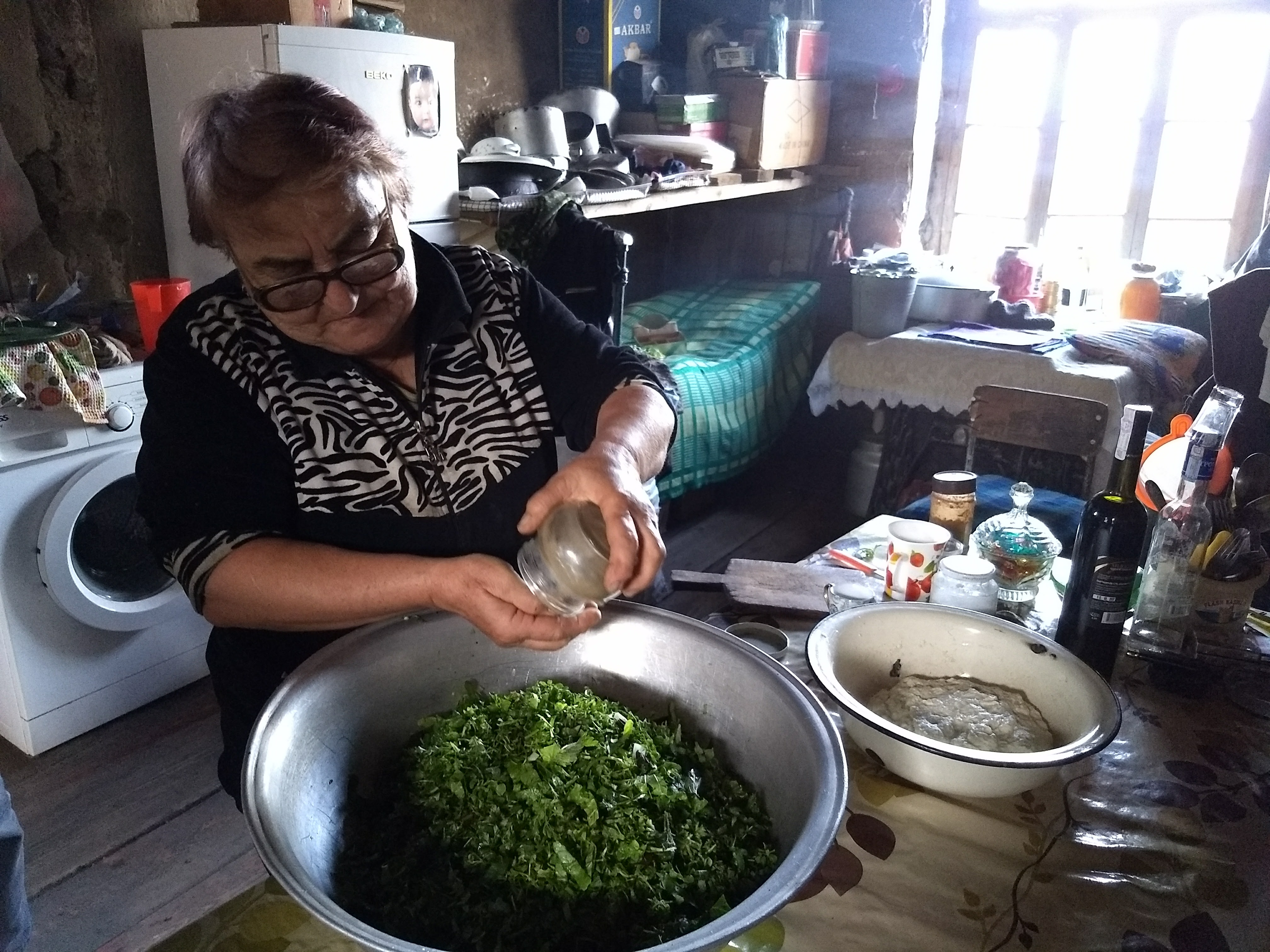
Un'abitante del villaggio che prepara Zhingyalov hats a Madatashen.

Il villaggio è stato conquistato dall'Azerbaigian durante la guerra del Nagorno Karabakh del 2020. Successivamente, sono emersi online dei video che avrebbero mostrato le forze azere commettere un crimine di guerra decapitando il 69enne armeno Genadi Petrosyan.

## Monumenti e luoghi d'interesse
Tra i siti del patrimonio storico presenti nel villaggio e nei suoi dintorni vi sono un ponte del XVII secolo, un monumento a sorgente del XVII secolo, un cimitero del XVIII/XIX secolo, un mulino ad acqua del XIX secolo e la chiesa di Surb Astvatsatsin del XIX secolo (in armeno: Սուրբ Աստվածածին, lett. Santa Madre di Dio").